# Conte di Cavour
El Conte di Cavour fue un acorazado italiano de la clase Conte di Cavour que sirvió en la Regia Marina durante la Primera Guerra Mundial y la Segunda Guerra Mundial, que recibía su nombre en honor al hombre de estado Camillo Benso, Conde de Cavour.

## Construcción y primeros años
Construido según diseño del ingeniero jefe Edoardo Masdea, el Conte di Cavour tuvo su base en Tarento durante la guerra contra el Imperio austrohúngaro. Al comienzo de la guerra, el 24 de mayo de 1915, el Conte di Cavour era el buque insignia del almirante Luigi Amedeo di Savoia, Duque de Abruzzi. Durante la guerra, el acorazado no tuvo misiones activas, imposibilitando esto el que tuviera acciones de combate.
Tras la guerra, el Conte di Cavour realizó un crucero propagandistico en Norteamérica entrando en los puertos de Gibraltar, Ponta Delgada, Fayal, Halifax, Boston, Newport, Topkinsville, Nueva York, Filadelfia, Anápolis, y Hampton Roads.
En el verano de 1922, el rey Víctor Manuel III embarcó en el Conte di Cavour para visitar diversas ciudades italianas del Adriático. También fue usado por Benito Mussolini para viajar a Trípoli, en abril de 1925.
El 12 de mayo de 1928, en Tarento, fue desarmado. Cinco años después, en octubre de 1933, el Conte di Cavour fue transferido a Trieste para ser reconstruido.

## Reconstrucción y acciones durante la Segunda Guerra Mundial

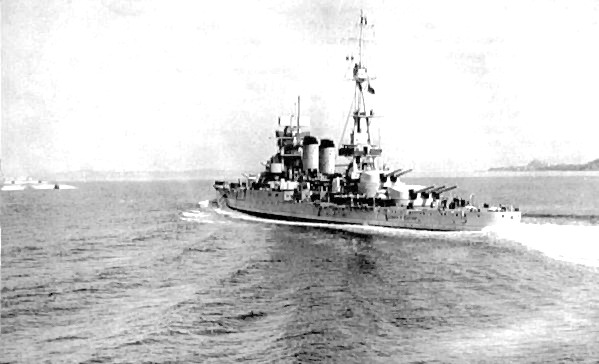
El Conte di Cavour en 1937.

La reconstrucción dejó solo el 40 % de la estructura original. El montaje central de tres piezas de 305 mm fue retirado, y los cañones restantes del mismo calibre, fueron sustituidos por piezas de 320 mm. Las nuevas máquinas, le daban una potencia de 93 000 CV, lo que permitía al Conte di Cavour alcanzar una velocidad de 28 nudos. En conjunto, era una buena unidad, aunque con una débil protección antiaérea y antisubmarina.
El Conte di Cavour retornó a la Regia Marina el 1 de junio de 1937; y estaba en Tarento al inicio de la Segunda Guerra Mundial, el 10 de junio de 1940.
El 9 de julio de 1940 participó en la batalla de Calabria, que fue el primer enfrentamiento entre unidades italianas y británicas. Durante el ataque a Tarento, entre el 11 de noviembre y el 12 de noviembre de 1940, el Conte di Cavour fue hundido en aguas poco profundas por un torpedo lanzado por un torpedero británico durante el ataque a la base naval. El buque, fue reflotado a finales de 1941, y enviado a Trieste para ser reparado y modernizado en su armamento antiaéreo, pero nunca más retornó al servicio activo.
El 10 de septiembre de 1943, el Conte di Cavour fue capturado por tropas alemanas, pero después fue abandonado durante el bombardeo de Trieste el 15 de febrero de 1945. El acorazado fue desguazado el 27 de febrero de 1947.